# Miguel Ángel Castro
Miguel Ángel Castro (n. Río Grande, 1950) apodado «Lito» Castro, es un ex locutor y político argentino que ejerció como el primer vicegobernador de Tierra del Fuego, Antártida e Islas del Atlántico Sur tras su provincialización desde el 10 de enero de 1992 hasta su dimisión el 10 de diciembre de 1997, secundando a José Arturo Estabillo en la fórmula del Movimiento Popular Fueguino (MOPOF) en las elecciones provinciales de 1991 y 1995.

## Trayectoria política
Fue convencional constituyente de Tierra del Fuego durante la confección de la primera constitución provincial fueguina, en 1991, mismo año en que fue elegido vicegobernador. Tras la reelección de la fórmula Estabillo-Castro, un conflicto interno dentro del MOPOF desencadenó un tenso proceso de juicio político contra el gobernador en noviembre de 1997. Castro ocupó el poder ejecutivo de la provincia por un período de poco más de un mes. Durante este período, Castro, que debió gobernar en medio de una situación económica y política muy complicada para la provincia, careció a su vez del apoyo de gran parte del gabinete y de los legisladores de su propio partido. El 10 de diciembre de 1997, el proceso de destitución de Estabillo fracasó al no haber reunido el voto de dos tercios del poder legislativo provincial, y el gobernador retornó a su cargo. Castro presentó su renuncia a la vicegobernación el mismo día.
De cara a las elecciones legislativas de 2009, Castro se postuló como precandidato a diputado nacional por el MOPOF, logrando un holgado triunfo en las elecciones primarias del partido, de casi el 66% del voto de los afiliados. Sin embargo, en las elecciones se ubicó en el séptimo puesto con el 3,68% de las preferencias (2.242 votos), no logrando acceder al legislativo. Un error en la Cámara de Diputados llevó a que se publicara erróneamente en varios medios de comunicación que Castro había sido elegido diputado en lugar de Liliana Fadul (del Partido Federal Fueguino), pero este fue corregido horas después.